# Андогский, Николай Иванович
Никола́й Ива́нович Андо́гский (1869—1939) — русский медик-офтальмолог, доктор медицины и педагог, автор учебника «Курс глазных болезней», действительный статский советник, преподаватель Военно-медицинской академии.

## Биография
Николай Иванович Андогский родился в 1869 году в семье дворян Новгородской губернии. Его отцом был действительный статский советник Иван Иванович Андогский. Помимо Николая, в семье было ещё 4 сына: Алексей, Владимир, Иван и Александр. 
В дальнейшем Иван стал действительным статским советником, Алексей (8 марта 1863 — ?) — генерал-майором (1907), военным судьёй и участником Белого движения на востоке России, Владимир (25 мая 1871 — ?) — полковником, а Александр (1876—1931) — генерал-майором и начальником Николаевской военной академии.
В 1893 году окончил курс Императорской военно-медицинской академии (ныне Военно-медицинская академия им. С. М. Кирова).
В 1895 году Н. И. Андогскому было присвоено звание доктора медицины за диссертацию «О некоторых условиях для развития послеоперационного нагноения в переднем отделе глазного яблока и для перехода его на глубокие оболочки глаза».
С 1896 по 1898 год находился в командировке за границей, где работал в глазных клиниках Германии, Австрии и Франции.
В 1898 году Н. И. Андогский принят приват-доцентом в альма-матер, где преподавал на кафедре глазных болезней.
В 1900 году был приглашен преподавателем офтальмологии в столицу Российской империи город Санкт-Петербург в Женский медицинский институт (ныне Санкт-Петербургский государственный медицинский университет) и заведующим Глазной клиники при этом институте. В 1904 году Н. И. Андогский был назначен ординарным профессором института.
Написал несколько работ по различным отделам офтальмологии, напечатанных во «Враче», «Вестнике офтальмологии», «Annales d’Oculistique», «Archiv für Augenheilkunde», «Archiv f. Ophthalmology», «Klinische Monatsblätter f. Augenheilkunde» и других печатных изданиях.
Николай Иванович Андогский состоял в «Обществе русских врачей в память Н. И. Пирогова», члены которого отрицательно отнеслись к Октябрьской революции, что было выражено в одной из резолюций Пироговского съезда. С установлением советской власти многие члены общества были репрессированы, «счастливчики» высланы в отдалённые губернии. В справке ОГПУ говорилось, что Н. И. Андогский: «Черносотенец, ходили слухи, что был в связи с охранкой», но несмотря на это, репрессии обошли его стороной, ибо он являлся старшим братом белого генерала Александра Андогского и, по всей видимости, чекисты хотели обыграть эту ситуацию для своей пользы. Возможно именно поэтому ему и не запретили заниматься врачебной практикой. 21 февраля 1931 года генерал А. И. Андогский скончался в Харбине. Николай Иванович Андогский умер 1939 году.